# Víctor Robles
Víctor Enrique Robles Brito (Santo Domingo Este, 19 maggio 1997) è un giocatore di baseball dominicano, esterno centro per i Washington Nationals della Major League Baseball.

## Carriera

### Minor League (MiLB)
Robles firmò nel luglio 2013, all'età di 16 anni, con i Washington Nationals ed esordì nel 2014 nella classe Rookie della Dominican Summer League. Nel 2015 si spostò negli Stati Uniti dove giocò nella classe Rookie nella classe A-breve. Nel 2016 venne schierato principalmente nella classe A e nella A-avanzata.

### Major League (MLB)
Robles debuttò nella MLB il 7 settembre 2017, al Nationals Park di Washington contro i Philadelphia Phillies, diventando il più giovane giocatore a scendere in campo durante la stagione 2017. Il 10 settembre sempre contro i Phillies, batté la sua prima valida e il suo primo punto battuto a casa. Concluse la stagione regolare con 13 partite disputate nella MLB e 114 nella minor league (77 nella classe A-avanzata e 37 nella Doppia-A), inoltre partecipò al suo primo post stagione giocando in due partite della NL Division Series.
Il 9 aprile 2018, si infortunò al gomito durante una partita di Tripla-A, venendo rimosso a partita in corso. Tornò in campo il 7 luglio nella classe Rookie. Concluse la stagione con 21 presenze nella MLB e 52 nella MiLB (40 nella Tripla-A, 8 nella classe Rookie e 4 nella classe A-breve).
Nel 2019 terminò la stagione con 155 presenze nella massima serie e infine divenne campione delle World Series, con i Nationals che batterono gli Houston Astros per quattro gare a tre.

## Palmarès

### Club
- World Series: 1

Washington Nationals: 2019